# Siemens-Schuckert R-Typen

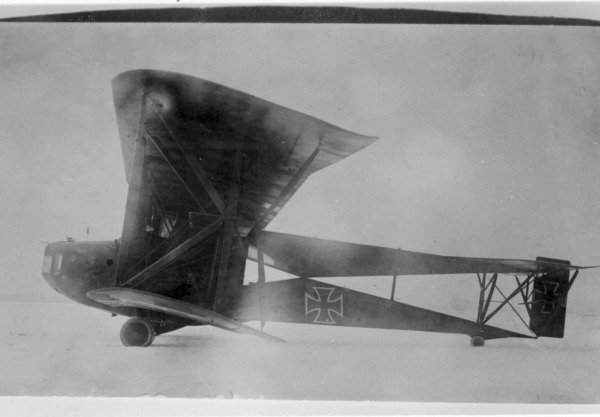
Riesenflugzeug Siemens-Schuckert R II

Die Siemens-Schuckert R-Typen waren überschwere Langstreckenbomber der deutschen Fliegertruppe im Ersten Weltkrieg.

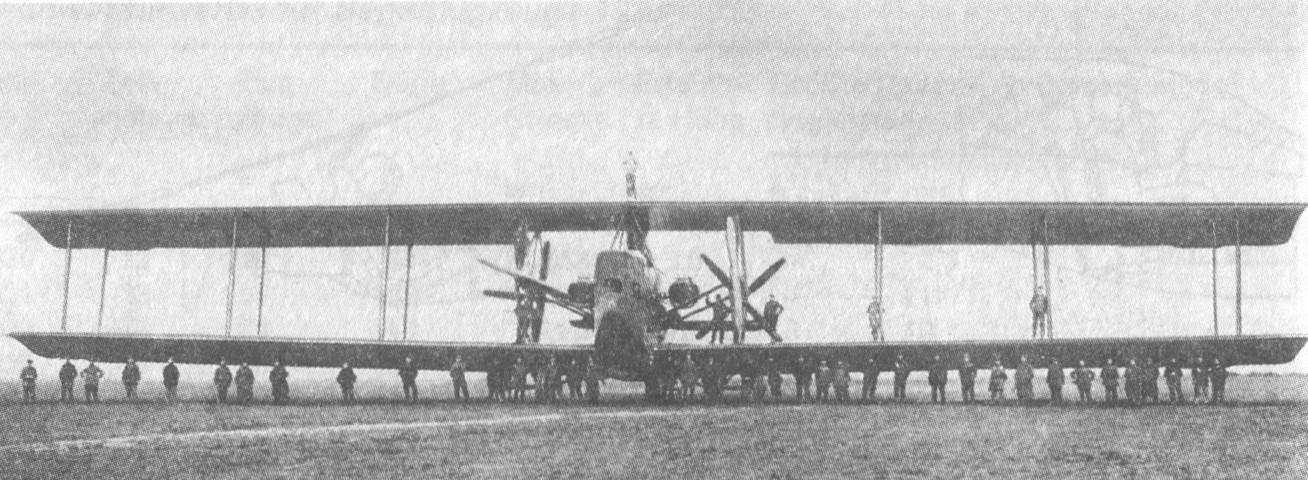
Die gigantische Siemens-Schuckert R.VIII

Die mehrmotorigen R-Flugzeuge dienten als Langstreckenbomber mit großer Reichweite und schwerer Bombenlast für den strategischen Bombenkrieg. Da aufgrund schwerer Verluste die deutschen Luftschiffangriffe reduziert und schließlich eingestellt worden waren, sollten Riesenflugzeuge in noch größerer Dimension als bisher zum Einsatz kommen und diese Lücke füllen.

## Entwicklung
Die Siemens-Schuckert-Werke hatten bereits 1914 mit dem Bau von Riesenflugzeugen begonnen. Der Ingenieur Villehad Forssman entwarf ein viermotoriges Versuchsflugzeug nach dem Vorbild der russischen Sikorski-Riesenflugzeuge, das von vier Mercedes-Motoren zu je 110 PS angetrieben wurde. Das Flugzeug wurde 1915 umgebaut und zwei Triebwerke durch 220-PS-Motoren ersetzt, was die Geschwindigkeit geringfügig von 115 auf 120 km/h steigerte.
Ingenieur Forssmans Arbeit setzten als Konstrukteure die Brüder Steffen fort. Diese entwarfen 1915 die dreimotorige R.I (R.1/15), auch als Steffen R.I bezeichnet, deren Erstflug am 24. Mai 1915 erfolgte. Auffällig war hier der hintere Bereich des Rumpfes mit zwei übereinander angeordneten Leitwerksträgern dreieckigen Querschnitts. Nach Änderungen an der Kraftübertragung zu den Propellern mit 3,6 Metern Durchmesser wurde die R.I/15 am 26. Juli 1915 von der Truppe übernommen. Diese Bauweise wurde bis zur RVII beibehalten.
1915/16 folgte die R.II (R.2/15) mit stärkerer Motorisierung und vergrößerten Tragflächen, die ebenso wie die folgende R.III als Schulflugzeug von der Riesenflugzeug-Ersatzabteilung verwendet wurde.
Die R.IV–VII wurden 1916/17 weiter in Bezug auf Spannweite und Motoren modifiziert, folgten jedoch dem gleichen Konstruktionsprinzip.
Die Motoren waren zur Wartung während des Fluges im aus Stahlrohr gefertigten Rumpf untergebracht und trieben die zwischen den Tragflächen befindlichen beiden Luftschrauben über ein mit Lederkegel-Fliehkraftkupplung versehenes Getriebe und eine bis zu 3,60 m lange Welle an. Die Motorkühlung erfolgte durch Lamellenkühler an der Rumpfseite.
Nicht mehr zum Einsatz gelangte die sechsmotorige R.VIII mit nahezu doppelt so großer Flügelfläche wie ihre Vorläufer – das größte der im Ersten Weltkrieg gebauten deutschen Flugzeuge. Der Bau von zwei R.VIII (R.23/16 und R.24/16) wurde im Februar 1918 begonnen. Nur noch eines der Flugzeuge wurde 1919 fertiggestellt, flog aber nie, da bereits bei der Erprobung am Boden eine Getriebewelle brach und die Flugzeugzelle schwer beschädigt wurde. Im Rumpf gab es ein Maschinendeck, auf dem die sechs Basse&Selve-Motoren zu je 300 PS eingebaut waren. Je 2 davon trieben die vierblättrigen Druckluftschrauben mittels Fernwellen und Umlenkgetriebe an. Die beiden zweiblättrigen Zugschrauben wurden von je einem weiteren Motor angetrieben.
Die 1919 begonnenen Planungen für ein Verkehrsflugzeug R.IX, das mit acht Motoren zu je 300 PS bis zu 36 Passagiere befördern sollte, kamen nicht mehr zur Ausführung.

## Einsatz
Die R-Typen von Siemens-Schuckert waren mit den DFW R.I-, den VGO.I–III- und den Zeppelin-R-Typen die einzigen Riesenflugzeuge, die in den Einsatz gelangten. Während R.II und R.III für die Ausbildung verwendet wurden, gelangten die übrigen Riesenflugzeuge an die RFlA 501, die im Baltikum im Einsatz stand.
Wie es an Bord der Maschinen zuging, zeigt der Bericht über den Erprobungsflug der R.VI im April 1916, die bis zum November 1917 im Einsatz blieb. Während des sechsstündigen Fluges platzte ein Verbindungsschlauch zum Seitenkühler und musste mit Lumpen und Verbandszeug abgedichtet werden. Anschließend hüllte ein Bruch am Auspuff den Rumpf in Qualmschwaden und wurde behelfsmäßig geflickt, schließlich leckte ein Motor und verlor Öl. Die Besatzung dämmte das Leck und glich den Verlust zunächst mit Öl aus den anderen Motoren aus, musste jedoch schließlich den Motor stoppen, die Zündkerzen herausdrehen, die Zylinder ölen und die Maschine über das Getriebe vorsichtig neu starten. Ähnliche Vorfälle geschahen auf den Einsatzflügen; hier wurde die Wartung und Instandsetzung der Motoren auf den Langstreckenflügen über Feindesland allerdings zur Überlebensfrage.

## Technische Daten
| Kenngröße                               | R.I                                 | R.II                                   | R.III                              | R.IV                               | R.V/VI                             | R.VII                                   | R.VIII                                        |
| --------------------------------------- | ----------------------------------- | -------------------------------------- | ---------------------------------- | ---------------------------------- | ---------------------------------- | --------------------------------------- | --------------------------------------------- |
| Baujahr                                 | 1914                                | 1914/15                                | 1916                               | 1916                               | 1916                               | 1917                                    | 1918                                          |
| Einsatzzweck                            | Bomber                              | Bomber                                 | Bomber                             | Bomber                             | Bomber                             | Bomber                                  | Bomber                                        |
| Besatzung                               | 5–6                                 |                                        | 4                                  | 4                                  | 4                                  | 4                                       | 7                                             |
| Länge                                   | 17,50 m                             | 16,50 m                                | 17,70 m                            |                                    | 17,70 m                            | 17,50 m                                 | 21,60 m                                       |
| Spannweite                              | 28,00 m                             | 33,00 m                                | 34,33 m                            |                                    | 34,33 m                            | 38,40 m                                 | 48,00 m                                       |
| Höhe                                    | 5,20 m                              |                                        | 4,60 m                             |                                    | 4,60 m                             | 4,60 m                                  | 7,40 m                                        |
| Flügelfläche                            | 138,0 m²                            | 210,0 m²                               | 163,0 m²                           | 189,0 m²                           | 163,0 m²                           | 225,0 m²                                | 440,0 m²                                      |
| Leermasse                               | 4.000 kg                            | 5.350 kg                               | 5.400 kg                           | 5.450 kg                           | 5.400 kg                           | 5.700 kg                                | 10.500 kg                                     |
| Startmasse                              | 5.200 kg                            | 7.150 kg                               | 6.800 kg                           | 6.850 kg                           | 6.800 kg                           | 7.500 kg                                | 15.900 kg                                     |
| wassergekühlte 6-Zylinder-Reihenmotoren | 3 × Benz Bz III; je 150 PS (110 kW) | 3 × Mercedes D IVa; je 260 PS (191 kW) | 3 × Benz Bz IV; je 220 PS (162 kW) | 3 × Benz Bz IV; je 220 PS (162 kW) | 3 × Benz Bz IV; je 220 PS (162 kW) | 3 × Mercedes D IVai; je 260 PS (191 kW) | 6 × Basse & Selve BuS IVa; je 300 PS (221 kW) |
| Höchstgeschwindigkeit                   | 128 km/h                            |                                        | 132 km/h                           |                                    | 132 km/h                           | 130 km/h                                | 125 km/h                                      |
| Steigzeit auf 2000 m                    | 35 min                              |                                        | 35 min                             |                                    | 35 min                             |                                         |                                               |
| Dienstgipfelhöhe                        | 3700 m                              | 3500 m                                 | 3000 m                             | 3500 m                             | 3000 m                             | 2950 m                                  | 4000 m                                        |
| Reichweite                              | 520 km                              |                                        | 520 km                             | 500 km                             | 520 km                             | 520 km                                  | 920 km                                        |
| Flugdauer                               |                                     |                                        |                                    |                                    |                                    |                                         | 8 h                                           |
| Bewaffnung                              | 1 MG, 500 kg Bomben                 |                                        | 3 MG, 500 kg Bomben                |                                    | 3 MG, 500 kg Bomben                | 3 MG, 500 kg Bomben                     | 6 MG, 800 kg Bomben                           |